# Clovia vitticeps
Clovia vitticeps är en insektsart som beskrevs av Carl Stål 1870. Clovia vitticeps ingår i släktet Clovia och familjen spottstritar. Inga underarter finns listade i Catalogue of Life.